# Ariosoma megalops
Ariosoma megalops és una espècie de peix pertanyent a la família dels còngrids.

## Descripció
- Pot arribar a fer 14,9 cm de llargària màxima.[2]

## Hàbitat
És un peix marí, demersal i de clima tropical que viu fins als 717 m de fondària.

## Distribució geogràfica
Es troba al Pacífic occidental central: Hong Kong i les illes Filipines.

## Observacions
És inofensiu per als humans.